# Krzysztof Potocki
Krzysztof Potocki herbu Pilawa (ur. ok. 1600, zm. 1675) – marszałek Trybunału Głównego Wielkiego Księstwa Litewskiego w 1673 i 1662 roku, działacz kalwiński, poseł, podczaszy wielki litewski, starosta chełmski, starosta grodowy nowosielski w 1643 roku.
Syn Andrzeja kasztelana kamienieckiego, brat: rodzony Jana Teodoryka i przyrodny Stanisława Rewery hetmana wielkiego koronnego.
Posiadał dobra majątkowe: Sidra, Hołowczyn.
Od 1645 roku cześnik litewski, później podstoli wielki litewski od 1646, stolnik wielki litewski od 1653, krajczy wielki litewski od 1658 i podczaszy litewski od 1661 roku.
Poseł na sejm 1643 roku, sejm 1645 roku. Jako poseł na sejm konwokacyjny 1648 roku z powiatu grodzieńskiego był członkiem konfederacji generalnej zawiązanej 31 lipca 1648 roku. 
Poseł sejmiku witebskiego na sejm nadzwyczajny 1654 roku, poseł sejmiku drohickiego na sejm 1658 roku, poseł sejmiku chełmskiego na sejm 1661 roku, pierwszy sejm 1666 roku, sejm nadzwyczajny abdykacyjny 1668 roku, poseł sejmiku pozwolskiego na drugi sejm 1666 roku.
Poseł na sejm konwokacyjny 1668 roku z ziemi chełmskiej. Był członkiem konfederacji generalnej zawiązanej 5 listopada 1668 roku na sejmie konwokacyjnym. 
Był elektorem Michała Korybuta Wiśniowieckiego w 1669 roku z ziemi chełmskiej, jako deputat podpisał jego pacta conventa. Jako poseł na sejm konwokacyjny 1674 roku z ziemi chełmskiej był członkiem konfederacji generalnej zawiązanej 15 stycznia 1674 roku na tym sejmie. Poseł ziemi chełmskiej na sejm elekcyjny 1674 roku, elektor Jana III Sobieskiego z województwa ruskiego w 1674 roku.